# Lista de bandeiras da Luftwaffe (1933–1945)
Esta é uma lista das bandeiras da Luftwaffe usadas entre 1933 e 1945.

## Comandante Supremo da Luftwaffe
Desde a criação da Luftwaffe, Hermann Göring estabeleceu-se como o seu líder. Em 1933 ele era referido como Reichsminister der Luftfahrt (Ministro da Aviação do Reich); porém, a partir de 26 de Fevereiro de 1935 (data da criação da Luftwaffe na prática), passou a ser referido por Comandante-em-chefe da Luftwaffe. Göring teve este título até Abril de 1945, quando lhe foi retirado por Adolf Hitler e entregue a Robert Ritter von Greim.
| Bandeira | Data                            | Designação                                                                                             | Descrição |
| -------- | ------------------------------- | --- | --- |
|          | 1933–1935                       | Bandeira de Comando do Ministro da Aviação do Reich (lado esquerdo)                                    | Esta bandeira foi criada a 5 de Maio de 1933. No centro da bandeira estava uma variante da águia alemã, que foi usada até 1935 como emblema nacional. A bandeira poderá ter sido usada até Abril de 1935, quando outras bandeiras começaram a ser usadas.                                                                                           |
|          | 1933–1935                       | Bandeira de Comando do Ministro da Aviação do Reich (lado direito)                                     | O lado oposto da bandeira era o mesmo, porém tinha os símbolos invertidos. Tal como no lado esquerdo, suspensa no emblema, estava uma representação da condecoração Pour le Mérite. |
|          | 1933–1935                       | Bandeira de Comando do Ministro da Aviação do Reich (lado esquerdo), alternativa                       | Esta era uma variante alternativa da bandeira de Comando, que foi usada provavelmente ao mesmo tempo que a anterior. A partir de Abril de 1935 esta bandeira foi designada Bandeira de Comando do Ministro da Aviação do Reich e Supremo Comandante da Luftwaffe.                                                                                   |
|          | 1933–1935                       | Bandeira de Comando do Ministro da Aviação do Reich (lado direito), alternativa                        | Esta é a aparência presuntiva do lado direito da bandeira, dado que não existe nenhum dado histórico com a representação da mesma. |
|          | 1935–1938                       | Bandeira de Comando do Ministro da Aviação do Reich e Comandante-em-chefe da Luftwaffe (lado esquerdo) | Criada no final de 1935, este novo modelo ostentava o símbolo da Luftwaffe, uma águia dourada a voar, nos quatro cantos da bandeira. A borda da bandeira era decorada com 76 pequenas suásticas. |
|          | 1935–1938                       | Bandeira de Comando do Ministro da Aviação do Reich e Comandante-em-chefe da Luftwaffe (lado direito)  | O lado oposto da bandeira também tinha os mesmos símbolos, porém estavam invertidos. O aspecto diferente deste lado também se notava pela adição de uma medalha Pour le Mérite. |
|          | 1938–1945 (de facto until 1940) | Bandeira de Comando do Ministro da Aviação do Reich e Comandante-em-chefe da Luftwaffe (lado esquerdo) | Idêntica à versão anterior. |
|          | 1938–1945 (de facto until 1940) | Bandeira de Comando do Ministro da Aviação do Reich e Comandante-em-chefe da Luftwaffe (lado direito)  | Esta bandeira foi criada a 28 de Abril de 1938. O lado direito era idêntico, com a excepção de este ter dois bastões de marechal de campo. A alteração da bandeira deu-se quando Göring foi promovido a Generalfeldmarschall. |
|          | 1940–1941                       | Estandarte do Reichsmarschall (lado esquerdo)                                                          | Pouco tempo depois de Göring ser promovido a Reichsmarschall a 19 de Julho de 1940, ele mandou fazer um estandarte pessoal. Na prática este estandarte foi usado como bandeira de comando para ele mesmo, e substituiu de facto as anteriores bandeiras de comando. Este facto pode ser observado em todas as fotos do mesmo a partir daquela data. |
|          | 1940–1941                       | Estandarte do Reichsmarschall (lado direito)                                                           | No centro de estandarte encontrava-se uma Grande Cruz da Cruz de Ferro, uma condecoração que foi atribuída apenas ao próprio Hermann Göring. |
|          | 1941–1945                       | Estandarte do Reichsmarschall (lado esquerdo)                                                          | Esta nova versão do estandarte foi introduzida em Fevereiro de 1941, e mostra no seu centro a Reichsadler (águia nacional) numa nova versão. |
|          | 1941–1945                       | Estandarte do Reichsmarschall (lado direito)                                                           | A Grande Cruz da Cruz de Ferro encontra-se agora rodeada de folhas de louro douradas. |

## Outros comandos e hierarquias
| Bandeira | Data         | Designação                                                       | Descrição |
| -------- | ------------ | ---------------------------------------------------------------- | --- |
|          | 1937(?)–1945 | Bandeira de Comando do Secretario de Estado para a Aviação       | Erhard Milch ocupou esta posição de 1933 até 1945. Em 1938 ele também foi designado Generalinspekteur der Luftwaffe. |
|          | 1937–1940    | Bandeira de Comando do Chefe de Estado-maior da Luftwaffe        | Introduzida a 1 de Setembro de 1937, foi abolida a 13 de Julho de 1940. O último Chefe de Estado-maior foi Hans Jeschonnek. Cometeu suicídio a 19 de Agosto de 1943.                                                                                |
|          | 1940–1944    | Bandeira de serviço do Generalluftzeugmeister                    | Introduzida a 13 de Julho de 1940, foi abolida a 20 de Junho de 1944. Erhard Milch ocupou esta posição durante todo o período em que ela existiu.                                                                                                   |
|          | 1937(?)–1940 | Bandeira do Comandante de uma Luftflotte.                        | |
|          | 1940–1945    | Bandeira do Comandante de uma Luftflotte.                        | |
|          | 1937(?)–1945 | Bandeira do Comandante de uma Fliegerkorps.                      | |
|          | 1937(?)–1945 | Bandeira do Comandante de uma Luftgau ou de uma Fliegerdivision. | |
|          | 1941–1945    | Bandeira (lado direito) do Marechal de Campo da Luftwaffe.       | Criada a 17 de Fevereiro de 1941. Esta bandeira era classificada como um Hoheitszeichen (emblema nacional). Em caso de uma bandeira de comando estar a ser utilizada num determinado lugar, os emblemas nacionais também tinham de estar presentes. |
|          | 1941–1945    | Bandeira (lado esquerdo) do Marechal de Campo da Luftwaffe.      | |
|          | 1941–1945    | Bandeira dos veículos dos generais comandantes da Luftwaffe.     | |
|          | 1941–1945    | Galhardete dos veículos dos generais da Luftwaffe.               | |
|          | 1941–1945    | Galhardete dos veículos dos outros membros da Luftwaffe.         | |

## Literatura
- Brian Leigh Davis: Flags & Standards of the Third Reich (em inglês), Londres 1975, ISBN 0356048799